# La gazzetta
|  | Per a altres significats, vegeu «la Gazzetta dello Sport». |

La gazzetta és una òpera en dos actes composta per Gioachino Rossini sobre un llibret italià de Giuseppe Palomba, basat en Il matrimonio per concorso de Carlo Goldoni (1763). S'estrenà al Teatro dei Fiorentini de Nàpols el 26 de setembre de 1816 i hi ha desacord crític pel que fa al seu èxit.
Composta entre les dues famoses El barber de Sevilla i La Cenerentola, ambdues per a Roma, La gazzetta fou l'única òpera còmica de Rossini composta per a Nàpols, encara que va escriure diverses òperes serioses pel Teatro San Carlo, teatre d'òpera d'aquesta ciutat. Tal com solia fer quan treballava per a noves audiències, Rossini va reciclar molta música per aquesta segona òpera napolitana, tal com va fer en la primera, la seriosa Elisabetta, regina d'Inghilterra. Després d'aquestes dues obres, hi ha molt poc d'auto-préstec en les vuit següents òperes napolitanes.
L'òpera satiritza la influència dels diaris en la vida de les persones. Hi ha desacord crític pel que fa al seu èxit, tot i que les notes del New England Conservatory per a la seva producció d'abril de 2013 afirmen que l'òpera "va ser un èxit immediat i va mostrar Rossini en el seu millor còmic".

## Representacions
Després de l'èxit del seu Il Barbiere di Siviglia a Roma, el compositor va arribar a Nàpols el febrer de 1816 per descobrir que el foc havia destruït el Teatre San Carlo, i es va veure obligat a compondre una cantata per celebrar un casament reial, a més de supervisar una producció del seu Tancredi. I la música de La gazzetta s'havia d'esperar per a les actuacions d'agost. Seria la segona òpera de Rossini escrita per a Nàpols i l'única comèdia que hi va escriure.
L'estrena de l'òpera es va endarrerir fins al 26 de setembre de 1816. Va ser un gran èxit de públic, tot i que alguns sectors de la premsa van ser crítics. En una carta a la seva mare del 8 d'octubre, Rossini li va transmetre que s'havia tret un gran pes de sobre per què l'opera havia funcionat molt bé, fent furor.
Com era habitual, Rossini va agafar música en préstec d'algunes de les seves obres anteriors, entre elles Il Turco in Italia (1814), La pietra del paragone (1812) i també de Torvaldo e Dorliska (1815). Cap d'aquestes peces l'hauria escoltat el públic de Nàpols de l'època. Tanmateix, el musicòleg Philip Gossett subratlla que:
Hem d'anar amb compte a l'hora d'assumir un ús mecànic de l'autopréstec per part del compositor. [. . . ] Igual que Händel abans que ell, Rossini no era contrari a emmanllevar d'ell mateix, quan sentia que una peça no seria coneguda àmpliament o quan sentia que hi podia introduir material nou. Però Rossini sempre va ser un compositor, i no agafaria fàcilment un passatge i l'empraria sense repensar-ne la funció en un nou context musical i dramàtic.
L'obertura va ser escrita expressament per a aquesta òpera i probablement és la peça més coneguda de l'obra, perquè, juntament amb altres músiques de La gazzetta, es va incorporar a La Cenerentola. Aquests préstecs podrien haver accelerat el procés de composició, però Charles Osborne assenyala que "en aquesta ocasió, Rossini no va poder completar l'òpera amb la seva solvència habitual" i especula que podria haver estat causada per la seva atracció per la soprano Isabella Colbran. Es va estrenar un mes més tard del previst inicialment.

## Historial
Actuacions del segle XIX
L'òpera es va representar per primera vegada el 26 de setembre de 1816 al Teatro dei Fiorentini de Nàpols, on va tenir 21 funcions. Osborne sembla que no està d'acord, ja que assenyala que "després d'unes quantes actuacions es va retirar, l'opinió general és que el seu llibret era maldestre i la seva música no distingida". Però el furor de l'estrena no es traduirà en gaire fortuna història, i aviat va desaparèixer del mapa.
Després de les representacions inicials, només hi va haver un renaixement de l'òpera al segle XIX, quan es va representar durant el Carnaval de 1828 a Palerm.
Segle XX i més enllà
Tot i que Osborne no esmenta un renaixement el 1828, el treball recent de Philip Gossett sembla que avala la seva existència. Però, com assenyala Osborne, l'òpera no va tornar a aparèixer fins a una actuació de ràdio italiana de 1960 i una posada en escena a Viena per l'Òpera de Cambra de Viena el 1976.
L'estrena britànica va ser a càrrec de la Garsington Opera d'Oxfordshire el 12 de juny de 2001, amb les primeres representacions de la nova edició crítica preparada per Fabrizio Scipioni i Philip Gossett que, en aquell moment, no contenia el quintet de l'acte 1. La gazzetta va ser presentada pel Rossini Opera Festival de Pesaro aquell estiu i Pesaro la va repetir durant l'estiu del 2005, dirigida per Dario Fo. Com que el quintet "acaba d'identificar-se a la primavera del 2012, després que el bibliotecari de Palerm del Conservatori, Dario Lo Cicero, trobés el manuscrit [així] a Pesaro [i totes les altres produccions anteriors al 2013], el director d'escena, Dario Fo, va organitzar una altra cosa per al lloc on hauria d'haver anat el Quintet". La producció de Fo per a Pesaro es va presentar posteriorment al Gran Teatre del Liceu l'any 2005. Aquesta producció ha estat gravada en DVD. També va ser a càrrec del Rossini in Wildbad Festival.
L'estrena americana no només de l'⁣edició crítica sinó del quintet de l'acte 1 de La gazzetta va ser presentada pel Conservatori de Nova Anglaterra entre el 6 i el 9 d'abril de 2013 a Boston, la primera vegada des del segle XIX que l'òpera es presentava íntegrament. Abans de les actuacions, el Dr. Gossett va dirigir dos panells al Conservatori.
Les primeres presentacions professionals de l'⁣edició crítica de l'òpera que conté el quintet recentment trobat es van presentar a l'⁣Opéra Royal de Wallonie de Lieja a Bèlgica el juny de 2014.
L'òpera també es va oferir al Royal College of Music de Londres a finals de juny de 2014.
Una nova producció de l'òpera es va presentar al Rossini Opera Festival de Pesaro l'agost de 2015, quan el cor i l'orquestra del Teatro Comunale di Bologna van ser dirigits per Enrique Mazzola.

## Argument
En uns agradables jardins parisencs, amb fonts i estàtues i quioscos de begudes, on passeja un públic distingit, el cor de viatgers canta els avantatges de veure món. Alberto, un jove de bona família, explica que ha fet la volta a la Terra sense trobar una muller del seu gust. Parla amb els seus amics Madame La Rose i Monsù Traversen i aviat arriba el venedor de La Gazzetta. Es disputen els exemplars i es posen a llegir les notícies més divertides mentre Alberto reitera la seva mala sort amorosa a la Madame.
Entra Don Pomponio fent ostentació de riquesa i fatxenderia, acompanyat de dos lacais. Ha tingut la insòlita pensada de fer publicar precisament a La Gazzetta un anunci per casar la seva filla Lisetta i imagina que la conseqüència serà una corrua de pretendents. Alberto llegeix en veu alta la ridícula i inacabable sèrie de lloances adjudicades a pare i filla i la convocatòria dels pretendents a la fonda L'Aquila, on s'allotgen.
La fonda L'Aquila està regentada per Filippo, un jove ben plantat i astut. Al mateix establiment s'hi han allotjat els viatgers italians Anselmo i Doralice, també pare i filla. Filippo ens fa saber que Lisetta i ell s'estimen i que els plans del pare de casar-la amb un gran senyor fracassaran. La bella i frívola noia apareix molt ben vestida i es mostra preocupada per les conseqüències de l'anunci que el seu pare ha posat a La Gazzetta.
El joc dels equívocs s'inicia amb l'arribada d'Alberto, que resta corprès de Lisetta però a qui Filippo fa creure que està casada amb ell. Les discussions, les intrigues i els malentesos continuen, potenciats per un ritme musical típicament rossinià. Finalment, Filippo anuncia l'arribada d'un ric quàquer atret per l'anunci de La Gazzetta, que no és sinó ell mateix disfressat.

## Estructura
- Simfonia (utilitzada després a La Cenerentola)

### Acte I
- 1 Introducció Chi cerca il piacere (Cor, Alberto, Madama, Traversen)
- 2 Cavatina Co' 'sta grazia e 'sta portata (Pomponio)
- 3 Quartet Mio signore! (Traversen, Pomponio, Madama, Alberto)
- 4 Ària Presto, dico (Lisetta; agafada d'una ària alternativa de Il turco in Italia)
- 5 Quintet Già nel capo un giramento (Lisetta, Pomponio, Alberto, Doralice, Filippo; la part final és semblant al Final de l'acte I de Mi par d'esser con la testa de El barber de Sevilla)
- 6 Ària Ah, se spiegar potessi (Doralice)
- 7 Duet Pe' da' gusto alla signora (Pomponio, Lisetta; agafada del duet Per piacere alla signora de Il turco in Italia)
- 8 Final primer Bondì, te pater (Filippo, Cor, Pomponio, Lisetta, Alberto, Doralice, Madama, Traversen, Anselmo)

### Acte II
- 9 Ària Sempre in amore (Madama)
- 10 Duet In bosco ombroso e folto (Filippo, Lisetta)
- 11 Recitatiu i ària O lusinghiero amor (Alberto)
- 12 Trio Primmo fra voi coll'armi (Pomponio, Alberto, Filippo; agafat del trio de La pietra del paragone)
- 13 Scena i ària Eroi più galanti (Lisetta)
- 14 Ària Quando la fama altera (Filippo)
- 15 Cor Amor la danza mova (agafada de Il turco in Italia)
- 16 Quintet Oh, vedite ch'accidente! (agafada del quintet Oh! Guardate che accidente de Il turco in Italia)
- 17 Final segon Caro padre (Doralice, Alberto, Anselmo, Lisetta, Filippo, Pomponio, Madama, Traversen)[19]

## Música
Préstecs d'òperes anteriors
Com s'ha assenyalat, Rossini va agafar en préstec fragments melòdics d'alguns dels seus treballs anteriors. Aquests inclouen un quintet del gran col·laborador musical, Il Turco in Italia (1814), així com altres peces, com un trio en el segon acte de La pietra del paragone (1812), més un Largo de Torvaldo e Dorliska (1815). Tot hauria estat desconegut per al públic de Nàpols.
El Quintet perdut
El musicòleg Philip Gossett, que va supervisar la preparació de l'edició crítica l'any 2002 i que, el 2012, va identificar la música trobada a Palerm com a pertanyent a l'òpera (de fet, era el quintet de l'acte perdut 1) va parlar de la preparació per a les estrenes als Estats Units en una entrevista al Boston Globe:
Un examen atent de la música del quintet obre una finestra al procés creatiu de Rossini. Està en tres parts, la primera de les quals sembla que ha estat composta recentment per a La Gazzetta. La segona i la tercera part fan servir música d'altres òperes, La Scala di Seta i Il Barbiere, respectivament. Tanmateix, en cada cas, el material es reelabora i es remodela, de manera que els resultats tenen arrels audibles en les obres anteriors, però també sonen nous i diferents.
El que mostra el quintet, va dir Gossett, és que fins i tot quan saqueja la seva pròpia obra, Rossini no es repeteix mecànicament. En canvi, "està parant atenció als detalls d'aquesta actuació particular d'aquesta peça". Amb el quintet restaurat i un gran forat a l'òpera ara tancat, Gossett confia que La Gazzetta ja està musicalment completa. Va assenyalar que com que els oients d'avui estan menys preocupats per l'autopréstec, "crec que és una òpera que és fàcil d'entendre i apreciar per a un espectador —molt més ara del que podria haver estat al segle XIX."
El Quintet perdut i l'edició crítica
En un assaig publicat originalment en alemany a la revista d'estudis Rossini, Gossett descriu l'evolució del Quintet:
En el moment en què Fabrizio Scipioni i jo vam preparar l'edició crítica de La gazzetta, semblava com si Rossini no hagués preparat un conjunt més gran en el primer acte, un Quintet per a Lisetta, Doralice, Alberto, Filippo i Don Pomponio, és a dir, per a tots els personatges principals de l'òpera, el text de la qual va ser imprès en el llibret original de l'òpera. La peça estava absent en totes les fonts conegudes de l'òpera. No estava en el manuscrit autògraf de Rossini, ni en manuscrits secundaris ni en l'edició impresa de la partitura que Schonenberger va publicar a París el 1855, seguit de Ricordi a Milà el 1864. L'edició crítica va acceptar els comentaris fets per Marco Mauceri en el seu brillant estudi de l'òpera, i va suposar que Rossini no havia compost el Quintet, o almenys no havia permès que es representés. Que hi hagués una quantitat considerable de recitatiu abans del text del Quintet, després de la Cavatina Lisetta (núm. 4), i abans de l'Aria Doralice (núm. 5), va ser conseqüència de l'absència del Quintet. En qualsevol cas, Rossini no va preparar cap recitatiu en tota l'òpera, assignant aquesta tasca, en canvi, a dos associats, però no s'havia trobat cap ambientació per a les escenes presents en el llibret imprès original, que van conduir al Quintet (Escenes vi, vii i viii de l'òpera, aquesta última en realitat continuant amb el text del Quintet).
Continua assenyalant l'absència de música per al Quintet, malgrat la presència del text en el llibret imprès: "[El llibret] era "sense la "virgolette" que en general indica que un fragment del text no estava musicat pel compositor".
A continuació, assenyala altres factors:
En primer lloc, hi ha una observació en una ressenya de l'òpera del Giornale delle Due Sicilie que Felice Pellegrini va ser especialment eficaç en un "Quintet del primer acte".
Gossett continua dient que potser el crític es va equivocar "des que el Finale I s'obre amb un Quintet de veus", suggerint, doncs, que el revisor les havia barrejat. La segona qüestió es refereix a l'enquadernació errònia de "el Recitatiu després del Quintet [....] en el manuscrit autògraf de l'òpera de Rossini. Es troba en el segon acte […] on no té cap sentit".
Per evitar aquest problema, Gossett suggereix que:
l'edició crítica va intentar ajustar la música i el drama tot fent el menor nombre d'intervencions possible. Va suggerir que Don Pomponio podria conèixer la situació real escoltant diverses converses. L'escena vi, que l'edició considerava crucial per al drama, va ser musicada per Philip Gossett. Però no es va fer cap esforç per preparar una versió del Quintet o els seus recitatius introductoris.
A continuació, en discutir la pràctica del rendiment, Gossett afirma que:
aquestes solucions mínimes no es van adoptar àmpliament. En les primeres representacions […] al Festival d'Òpera Rossini [...], el director d'escena, Dario Fo, va preferir que els personatges declamessin els versos del Quintet [a un acompanyament per a piano d'una altra obra]. [... El festival Wildbad [el 2007] va encarregar a Stefano Piana […] la composició de nou el recitatiu mancat i el Quintet. Va assenyalar, amb tota raó, que Rossini introduïa sovint un conjunt major enmig del primer acte d'una òpera còmica, de manera que l'absència de la peça a La gazzetta es nota molt. [Piana justifica] començar la seva reconstrucció amb un passatge extret de l'òpera posterior de Rossini, La Cenerentola. Sabem, al cap i a la fi, que l'obertura de La gazzetta va passar sense canvis a La Cenerentola. Per què no hauria d'haver passat això també amb la primera secció del Quintet de La gazzetta? [... ] Certament, tenint en compte el nostre coneixement l'any 2007, la reconstrucció i l'article del Sr. Piana tenien molt sentit.
Però ara ho sabem molt millor, gràcies a la identificació del manuscrit autògraf original del Quintet, que va ser trobat l'any passat al Conservatori de Palerm per Dario Lo Cicero, bibliotecari d'aquella col·lecció, i que posteriorment vaig ser identificat jo mateix [... ] Malauradament, a Palerm només es troba el manuscrit autògraf del mateix Quintet: el recitatiu anterior, […] essencial en una representació de l'òpera, encara no existeix en cap font contemporània.
Gossett continua assenyalant que ara ha revisat l'edició crítica amb els nous descobriments i afirma:
El que aprenem de la peça en si és que moltes de les suposicions dels editors de l'edició crítica original i del Sr. Piana van resultar ser falses.
Què podem aprendre d'aquesta experiència? En primer lloc, ens assabentem que hem de dubtar a l'hora d'afirmar que Rossini no va escriure un passatge musical, en particular un que té una funció tant dramatúrgica com musical, com fa aquest Quintet de La gazzetta, fins que no tinguem una prova explícita que ell va ometre el passatge quan va musicar la composició. [....] Finalment, ens assabentem que els manuscrits de Rossini poden aparèixer fins i tot en llocs inesperats. Hem de continuar a la recerca de manuscrits musicals de Rossini, fins i tot en col·leccions que creiem conèixer.
Actuacions d'estrena que inclouen el quintet perdut
Quan La gazzetta es va estrenar als Estats Units el 6 d'abril de 2013, va ser dirigida per Joseph Rescigno. Cantant (i compartint) els papers principals van ser els estudiants del Conservatori Leroy Y. Davis i Kyle Albertson com a Pomponio. La seva filla Lisetta va ser cantada per les sopranos Bridget Haile i Soyoung Park i el paper de baríton de Filippo, l'hostaler, va ser compartit entre Jason Ryan i David Lee. Els tenors Marco Jordao i James Dornier van interpretar el paper d'Alberto.

## Enregistraments
| Any  | Elenc: Storione, Lisetta, Filipo, Doralice                                           | Director, Opera House and Orchestra | Segell                                          |
| ---- | ------------------------------------------------------------------------------------ | --- | ----------------------------------------------- |
| 1977 | Eva Czapò, Benedetta Pecchioli, Marisa Brumby, Giuseppe Baratti, Mario Chiappi       | Bruno Rigacci, Coro e Orchestra della Radiotelevisione della Svizzera Italiana                                                                                   | Nuova Era Cat., 1172 - 1998                     |
| 2001 | Bruno Praticò, Stefania Bonfadelli, Pietro Spagnoli, Marisa Martins                  | Maurizio Barbacini, Orchestra Giovanile del Festival di Pesaro i el Prague Chamber Chorus (Enregistrat al Rossini Opera Festival de Pesaro, agost 2001)          | Àudio CD: Rossini Opera Festival Cat: ROF 10043 |
| 2005 | Bruno Praticò, Cinzia Forte, Pietro Spagnoli, Marisa Martins                         | Maurizio Barbacini, Orquestra i cor del Gran Teatre del Liceu (Vídeo enregistrat en una actuació del Gran Teatre del Liceu)                                      | DVD:- Opus Arte Cat: OA 953D                    |
| 2007 | Marco Cristarella Orestano, Judith Gauthier, Giulio Mastrototaro, Rossella Bevacqua. | Christopher Franklin, Naples San Pietro a Majella Conservatory Chorus, Czech Chamber Soloists. (Enregistrament d'una actuació al Wildbad Rossini Festival, 2007) | Àudio CD: Naxos Records Cat: 8.660277-78        |
| 2016 | Enrico Maria Marabelli, Cinzia Forte, Laurent Kubla, Julie Bailly                    | Jan Schultsz, Opéra Royal de Wallonie orchestra and chorus | Audio CD:Dynamic Cat:CDS7742                    |